# Uprowadzony
Uprowadzony (ang. Buried) – powieść kryminalna brytyjskiego pisarza Marka Billinghama z 2006. Polskie wydanie książki ukazało się w 2010 w tłumaczeniu Roberta P. Lipskiego. 

## Treść
Szósta część cyklu z inspektorem Tomem Thorne’em. Akcja dotyczy porwania Luke'a Mullena, syna emerytowanego nadinspektora policji. Porywacz przesyła rodzicom film ukazujący porwanego Luke'a, jednak brakuje żądania okupu. Z czasem sprawa wiąże się z innym przypadkiem – dawnym śledztwem w sprawie Granta Freestone'a, podejrzanego o zabójstwo Sarah Hanley. 
Powieść uplasowała się na liście bestsellerów pisma „Sunday Times”.